# Zvonko Jurišić
Zvonko (Mirko) Jurišić (Zagorje, Posušje, 15. listopada 1961.), hrvatski političar u Bosni i Hercegovini.
U Posušju je završio prvih sedam razreda osnovne škole, osmi u Mostaru, nakon čega se je s roditeljima preselio u Bijelo Polje. Završio je Drugu gimnaziju u Mostaru 1980. godine, a 1987. godine je diplomirao na Stomatološkom fakultetu u Sarajevu. Sa suprugom Tonkom ima četvero djece: sina Ivana i kćeri Anđelu, Antoniju i Miju.
Radio je kao stomatolog u Domu zdravlja Posušje od 1988. do 1992. godine. Od 1999. do 2006. godine je vodio stomatološku službu, a od 1995. do 1997. godine bio i ravnatelj Doma zdravlja. U međuvremenu je u Mostaru i Zagrebu, 1999. godine, specijalizirao oralnu kirurgiju. U Posušju ima stomatološku ordinaciju.
Od 1998. godine je član Hrvatske stranke prava Bosne i Hercegovine, u kojoj je od 2000. do 2004. godine bio član Predsjedništva, a od 2004. godine predsjednik je izdvojenog HSP-a Đapić – dr. Jurišić. U mandatu 2002. – 2006. bio je zastupnik u Skupštini Zapadnohercegovačke županije. Na izborima 2006. godine bio je kandidat za hrvatskoga člana Predsjedništva BiH. Te iste godine je imenovan za predsjednika Vlade Zapadnohercegovačke županije. 
Na općim izborima 2010. godine postaje zastupnik u zastupničkom domu bosanskohercegovačkog parlamenta.
Potpisnikom je Kreševske deklaracije od 21. rujna 2007. godine.